# الردة في المسيحية

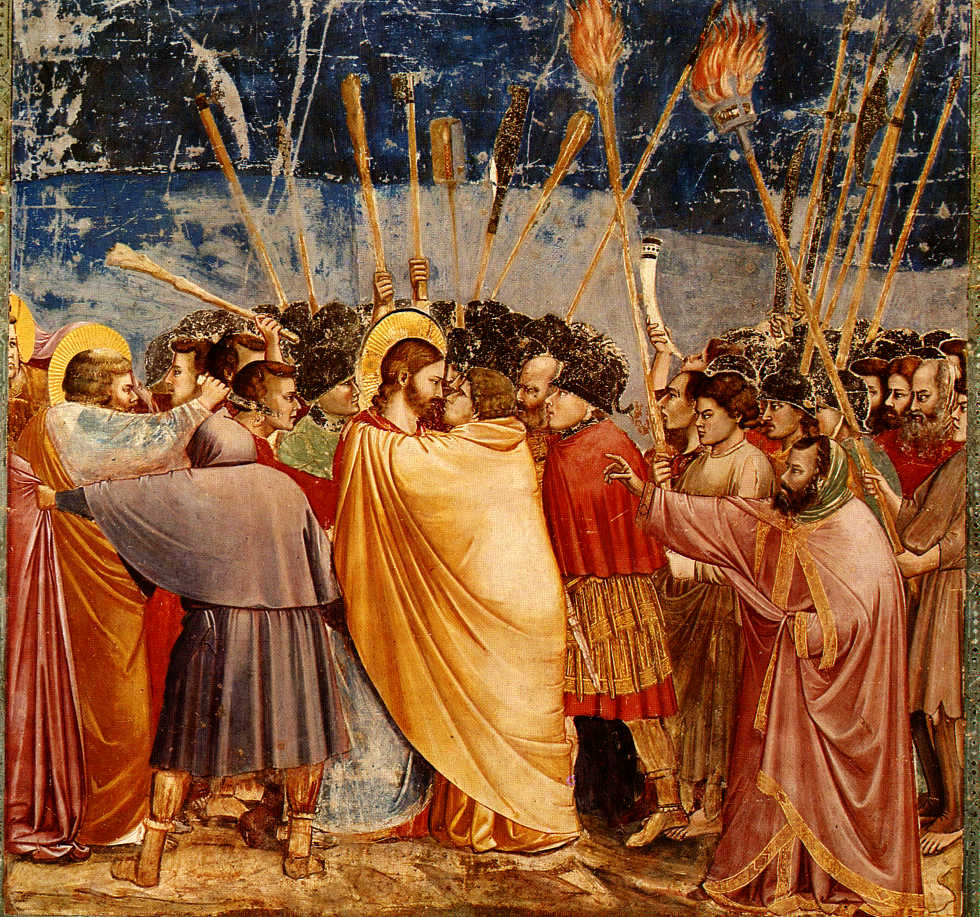

الردة في المسيحية هو مصطلح يشير إلى رفض الديانة المسيحية من قبل شخص كان في السابق المسيحي. يأتي مصطلح الردة من الكلمة اليونانية (باليونانيَّة: "ἀποστασία") والتي تعني انشقاق، أو رحيل، أو تمرد. وقد وصفت بأنها «العمد بالابتعاد، أو التمرد ضد المسيحية. الردة هو رفض المسيح من جانب شخص كان مسيحيًا». و«الردة هي تصنيف لاهوتي يصف أولئك الذين تخلوا طوعًا ووعيًا في ثقتهم بالله ووعده، وعن الإيمان بيسوع المسيح».
يتم العثور على مفهوم الردة في عدد من المواقع في الكتاب المقدس، وينص قاموس الكتاب المقدس المصور أنَّ «هناك على الأقل أربع صور مختلفة في الكتاب المقدس لمفهوم الردة. وجميعها تضمن الانشقاق المتعمد من الإيمان». ومن بين هذه الصور هي: التمرد، والتحول بعيدًا، والهبوط بعيدًا، والزنا.
ومن الطوائف المسيحية التي تؤكد في إمكانية الردة سواء في مقالاتهم أو من خلال بيانات هي الكنيسة الكاثوليكية، والكنيسة الأرثوذكسية الشرقية، وجيش الخلاص، والكنيسة الميثودية، والكنيسة اللوثرية، والكنائس ذات تقليد تجديدية العماد.
وحسب رأي بي جاي أوروبيزا، فإن الفقرات المحذرة في العهد الجديد تصف على الأقل ثلاثة أخطار قد تؤدي إلى ردّة المسيحي:
- الإغواءات: أُغوي المسيحيون لينخرطوا في فعل أعمال باطلة كثيرة، كانت جزءًا من حياتهم قبل أن يصبحوا مسيحيين، (منها الوثنية والزنا والشهوة، وغير ذلك).
- الضلالات: واجه المسيحيون هرطقات كثيرة وتعاليم خاطئة كثيرة نشرها معلّمون ورسل زائفون، هددت هذه الهرطقات المسيحيين بالابتعاد عن طاعتهم النقية للمسيح.
- الاضطهادات: اضطهدت القوات الحاكمة في ذلك الحين المسيحيين بسبب ولائهم للمسيح. هُدّد كثير من المسيحيين بالموت المحتوم إن لم ينكروا المسيح.

أشير إلى الاضطهاد في رسالة بولس إلى العبرانيين ورسالة بطرس الأولى. وظهرت مسألة المعلمين والتعاليم الزائفة في الرسائل اليوحناوية والبولسية، وفي رسالة بطرس الثانية ورسالة يهوذا. ركز عدد من الفقرات في كتابات بولس ويعقوب بن زبدي على الرذائل والفضائل. «ساعدت هذه النصوص وغيرها من النصوص المبكرة على تشكيل مسار الاستجابة المسيحية لظاهرة الردة في الفترة بعد الرسولية. كان على المسيحيين الاستمرار على رغم المعارضة، ومواجهة الإغواءات بقوة، والعقائد الزائفة والمِحَن والمظالم.»

## التعليم الكتابي
ظهر الاسم الإغريقي أبوستاسيا (التمرد، الهجر، الردّة، الخيانة) مرتين فحسب في الكتاب المقدس (سفر أعمال الرسل 21:21، ورسالة تسالونيكي الثانية 2:3). ولكن «مفهوم الردة موجود في أرجاء الكتاب المقدس». يحمل الفعل المرتبط أفيستيمي (ويعني الانسحاب والترك والمغادرة) دلالة لاهوتية معتبرة في ثلاثة فقرات (لوقا 8:13، تيموثاوس الأولى 4:1، العبرانيون 3:12).
- لوقا 8:11–13 – وهذا هو المثل: الزرع هو كلام الله. والذين على الطريق هم الذين يسمعون، ثم يأتي إبليس وينزع الكلمة من قلوبهم لئلا يؤمنوا فيخلصوا. والذين على الصخر هم الذين متى سمعوا يقبلون الكلمة بفرح. وهؤلاء ليس لهم أصل، فيؤمنون إلى حين، وفي وقت التجربة يرتدون.
- تيموثاوس الأولى 4:1 – ولكن الروح يقول صريحا: إنه في الأزمنة الأخيرة يرتد قوم عن الإيمان، تابعين أرواحا مضلة وتعاليم شياطين.
- العبرانيون 3:12–14 – انظروا أيها الإخوة أن لا يكون في أحدكم قلب شرير بعدم إيمان في الارتداد عن الله الحي. بل عظوا أنفسكم كل يوم، ما دام الوقت يدعى اليوم، لكي لا يقسى أحد منكم بغرور الخطية. لأننا قد صرنا شركاء المسيح، إن تمسكنا ببداءة الثقة ثابتة إلى النهاية.

في المعجم العالمي الجديد للاهوت الكتاب المقدس، كتب وولفغانغ بودر:
تصف رسالة تيموثاوس 4:1 «الارتداد عن الإيمان» في الأزمنة الأخيرة من خلال الاعتقاد بمعتقدات زائفة هرطقية. أما لوقا 8:13 فتشير على الراجح إلى الردة بوصفها نتيجة لإغواء أخروي. وفيها وصف الناس الذين آمنوا، الذين تلقّوا الإنجيل بفرح. ولكنهم بسبب ضغط الظلم والمِحَن التي أتت بسبب الإيمان، قطعوا علاقتهم بالله التي كانوا دخلوا فيها من قبل. حسب الرسالة إلى العبرانيين 3:12، فالردة هي حركة غير إيمانية يريدها المرء لنفسه ليبتعد عن الله (خلافًا للعبرانيين 3:14)، ويجب منع هذه الحركة مهما كان الثمن، فتشير كلمة أفستيمي إذن في الفقرات المشار إليها إلى حالة جدية من الانفصال عن الله الحي بعد اتجاه إليه في السابق، ويكون ذلك بالابتعاد عن الإيمان. إنها حركة كفر وخطيئة، ويمكن التعبير عنها أيضًا بكلمات أخرى (قارن لوقا 8:13 ومتى 13:21 ومرقس 4:17، وغيرها). من التعبيرات المكافئة في المعنى من جهة التحذير، كلمة ناواغيو في رسالة تيموثاوس الأولى 4:1، وتعني الغرَق، في 1:19، وأستوخيو وتعني الخطأ (عدم الإصابة)، في 1:6 و6:21 وفي رسالة تيموثاوس الثانية 2:18، قارن أبيرخواماي، أي الابتعاد، في يوحنا 6:66، وأبوستريفو، أي الانصراف، وأرينيوماي، أي الرفض، وميتاتيثيمي، أي التغيير والتبديل، ومي مينين، أي عدم الالتزام، في يوحنا 15:5، وكذلك صور الخيانة في متى 24:9–12 ورؤيا يوحنا 13.
ويستمر وولفغانغ بودر ليضيف أيضًا بيبتو، أي السقوط (الرسالة الأولى إلى أهل كورنثوس 10:12، والرسالة إلى العبرانيين 4:11) وإكبيبتو، أي السقوط من (في الرسالة إلى أهل غلاطية 5:4، ورسالة بطرس الثانية 3:17)، وتستعمل هذه الكلمة رمزيًّا في الكتاب المقدس، وتدل على «خسارة الخلاص اللازمة، ولا تدل على خطأ بسيط يمكن إصلاحه. إنه سقوط كارثي، أي دمار أبدي. وإذا لم يكن هذا معناها، فليس لأي تحذير من السقوط معنى تحذيري ملحّ. إن السقوط في الخطيئة والذنب، لمّا كان تعبيرًا عن موقف كلّي، انغماسٌ في مصيبة لا رجعة منها.
في الفقرات التالية تظهر أهمية لاهوتية لفعل سكانداليزو («أي السقوط من الإيمان») والاسم سكاندالون («الإغواء بالكفر، سبب خسارة الخلاص، الإغواء»):
- متى 5:27-30 – «قد سمعتم أنه قيل للقدماء: لا تزن. وأما أنا فأقول لكم: إن كل من ينظر إلى امرأة ليشتهيها، فقد زنى بها في قلبه. فإن كانت عينك اليمنى تعثرك (سكانداليزو) فاقلعها وألقها عنك. لأنه خير لك أن يهلك أحد أعضائك ولا يلقى جسدك كله في جهنم. وإن كانت يدك اليمنى تعثرك (سكانداليزو) فاقطعها وألقها عنك. لأنه خير لك أن يهلك أحد أعضائك ولا يلقى جسدك كله في جهنم.
- متى 13:20-21 – والمزروع على الأماكن المحجرة هو الذي يسمع الكلمة، وحالا يقبلها بفرح. ولكن ليس له أصل في ذاته، بل هو إلى حين. فإذا حدث ضيق أو اضطهاد من أجل الكلمة فحالا يعثر (سكانداليزو).
- متى 13:40-42 – (يتحدث يسوع إلى تلاميذه) فكما يجمع الزوان ويحرق بالنار، هكذا يكون في انقضاء هذا العالم. يرسل ابن الإنسان ملائكته فيجمعون من ملكوته جميع المعاثر (سكاندالون) وفاعلي الإثم. ويطرحونهم في أتون النار. هناك يكون البكاء وصرير الأسنان.
- متى 18:6-9 – (يتحدث يسوع إلى تلاميذه) ومن أعثر (سكانداليزو) أحد هؤلاء الصغار المؤمنين بي فخير له أن يعلق في عنقه حجر الرحى ويغرق في لجة البحر. ويل للعالم من العثرات (سكاندالون)! فلا بد أن تأتي العثرات (سكاندالون)، ولكن ويل لذلك الإنسان الذي به تأتي العثرة (سكاندالون)! فإن أعثرتك يدك أو رجلك فاقطعها وألقها عنك. خير لك أن تدخل الحياة أعرج أو أقطع من أن تلقى في النار الأبدية ولك يدان أو رجلان. وإن أعثرتك (سكانداليزو) عينك فاقلعها وألقها عنك. خير لك أن تدخل الحياة أعور من أن تلقى في جهنم النار ولك عينان.
- سفر التثنية [13: 6] قول الرب لليهود: "وَإِذَا أَضَلَّكَ سِرّاً أَخُوكَ ابْنُ أُمِّكَ، أَوِ ابْنُكَ أَوِ ابْنَتُكَ، أَوْ زَوْجَتُكَ الْمَحْبُوبَةُ، أَوْ صَدِيقُكَ الْحَمِيمُ قَائِلاً: لِنَذْهَبْ وَنَعْبُدْ آلِهَةً أُخْرَى غَرِيبَةً عَنْكَ وَعَنْ آبَائِكَ مِنْ آلِهَةِ الشُّعُوبِ الأُخْرَى الْمُحِيطَةِ بِكَ أَوِ الْبَعِيدَةِ عَنْكَ مِنْ أَقْصَى الأَرْضِ إِلَى أَقْصَاهَا، فَلاَ تَسْتَجِبْ لَهُ وَلاَ تُصْغِ إِلَيْهِ، وَلاَ يُشْفِقْ قَلْبُكَ عَلَيْهِ، وَلاَ تَتَرََّأفْ بِهِ، وَلاَ تَتَسَتَّرْ عَلَيْهِ. بَلْ حَتْماً تَقْتُلُهُ. كُنْ أَنْتَ أَوَّلَ قَاتِلِيهِ، ثُمَّ يَعْقُبُكَ بَقِيَّةُ الشَّعْب. ارْجُمْهُ بِالْحِجَارَةِ حَتَّى يَمُوتَ"...
- وفي سفر التثنية أيضًا [17 : 2_7]: "إِذَا ارْتَكَبَ بَيْنَكُمْ، رَجُلٌ أَوِ امْرَأَةٌ، مُقِيمٌ فِي إِحْدَى مُدُنِكُمُ الَّتِي يُوَرِّثُكُمْ إِيَّاهَا الرَّبُّ إِلَهُكُمُ، الشَّرَّ فِي عَيْنَيِ الرَّبِّ مُتَعَدِّياً عَهْدَهُ، فَغَوَى وَعَبَدَ آلِهَةً أُخْرَى وَسَجَدَ لَهَا أَوْ لِلشَّمْسِ أَوْ لِلْقَمَرِ أَوْ لأَيٍّ مِنْ كَوَاكِبِ السَّمَاءِ مِمَّا حَظَرْتُهُ عَلَيْكُمْ، وَشَاعَ خَبَرُهُ، فَسَمِعْتُمْ بِهِ، وَتَحَقَّقْتُمْ بَعْدَ فَحْصٍ دَقِيقٍ أَنَّ ذَلِكَ الرِّجْسَ اقْتُرِفَ فِي إِسْرَائِيلَ، فَأَخْرِجُوا ذَلِكَ الرَّجُلَ أَوْ تِلْكَ الْمَرْأَةَ، الَّذِي ارْتَكَبَ ذَلِكَ الإِثْمَ إِلَى خَارِجِ الْمَدِينَةِ، وَارْجُمُوهُ بِالْحِجَارَةِ حَتَّى يَمُوتَ"...
- (عب 10: 28) : "مَنْ خَالَفَ نَامُوسَ مُوسَى فَعَلَى شَاهِدَيْنِ أَوْ ثَلاَثَةِ شُهُودٍ يَمُوتُ بِدُونِ رَأْفَةٍ." .